# Walckenaeria extraterrestris
Walckenaeria extraterrestris este o specie de păianjeni din genul Walckenaeria, familia Linyphiidae, descrisă de Bosmans, 1993. Conform Catalogue of Life specia Walckenaeria extraterrestris nu are subspecii cunoscute.